# Lasioglossum ramphos
Lasioglossum ramphos är en biart som beskrevs av Ebmer 1997. Lasioglossum ramphos ingår i släktet smalbin, och familjen vägbin. Inga underarter finns listade i Catalogue of Life.